# Öresjö (Gällinge socken, Halland)
Öresjö är en sjö i Kungsbacka kommun i Halland och ingår i Viskan-Rolfsåns kustområde. Sjön är 12,4 meter djup, har en yta på 0,03 kvadratkilometer och befinner sig 60 meter över havet.